# Rudy Haluza
Rudolph John „Rudy“ Haluza (* 5. Juli 1931 in Middletown, New York; † 27. September 2021) war ein US-amerikanischer Geher.

## Leben und Beruf
Rudy Haluza kam als erster Sohn der slowakisch-stämmigen Einwanderer Rudolph S. Haluza und Elizabeth Trusik 1931 in Middletown zur Welt. Er wuchs in Bayside im New Yorker Stadtbezirk Queens auf, wo er die Public School 41Q sowie die Bayside High School besuchte. Später ging er auf das Queens College. 1953 trat Rudy der US Air Force bei und diente als Navigation Instructor auf der Harlingen Air Force Base. 1956 schloss er sein Studium an der University of Nebraska Omaha ab.
Nach dem Abschluss der Ausbildung zum Air Force Pilot und dem Aufstieg als Captain und C-47-Pilot wurde Rudy der Oxnard Air Force Base zugeteilt und schließlich diente er drei Jahre lag in London. Nach dem Ende seines Einsatzes kehrte Haluza zurück in die Vereinigten Staaten und zog mit seiner Familie ins kalifornische Riverside. Dort arbeitete er an der March Air Reserve Base. Zwischen 1967 und 1998 flog Haluta für die United Airlines und ging danach in seinen Ruhestand.
1970 zog die Familie Haluza nach Villa Park, wo er in seiner Freizeit als Obstbauer tätig war.
Während seiner Zeit in Harlingen lernte Rudy seine Frau Elizabeth A. Schendel kennen. Die beiden heirateten am 26. Dezember 1956 und hatte drei Kinder.

## Sportliche Karriere
Während seiner Zeit am Queens College begann Haluza mit dem Gehen. Zwischen 1957 und 1966 gewann er 14 AAU-Meistertitel.
1960 qualifizierte sich Rudy für das US Olympic Team und nahm an der 20 km Race Walk bei den Olympischen Spielen in Rom teil. Er qualifizierte sich erneut und nahm bei den Olympischen Spielen 1968 in Mexiko-Stadt am 20 km Race Walk für das US-Olympiateam teil, wo er den 4. Platz belegte.
Bei den Olympischen Spielen 1960 belegte Haluza im 20-km-Gehen den 24. Platz. Acht Jahre später bei den Olympischen Spielen in Mexiko-Stadt startete er erneut im 20-km-Gehen und wurde Vierter.
Seine persönliche Bestzeit im 20-km-Gehen von 1:34:12 h stellte er 1960 auf.